# Raionul Camenița (pre-2020), Hmelnîțkîi
Camenița (în ucraineană Кам`янець-Подільський район, transliterat: Kameaneț-Podilskîi raion) este un raion în regiunea Hmelnîțkîi, Ucraina. Reședința sa este orașul regional Camenița, care nu aparține raionului.

## Demografie
Componența lingvistică a raionului Camenița
     Ucraineană (98,59%)
     Rusă (1,19%)
     Alte limbi (0,15%)
Conform recensământului din 2001, majoritatea populației raionului Camenița era vorbitoare de ucraineană (98,59%), existând în minoritate și vorbitori de rusă (1,19%).